# Mizu shōbai
Mizu shōbai (jap. 水商売) (pol. dosł. Handel wodą) – eufemizm w Japonii odnoszący się do miejsc pracy, które nie mają stałej umowy o pracę, a ich dochód zależy od popularności pracowników wśród zwolenników i klientów.

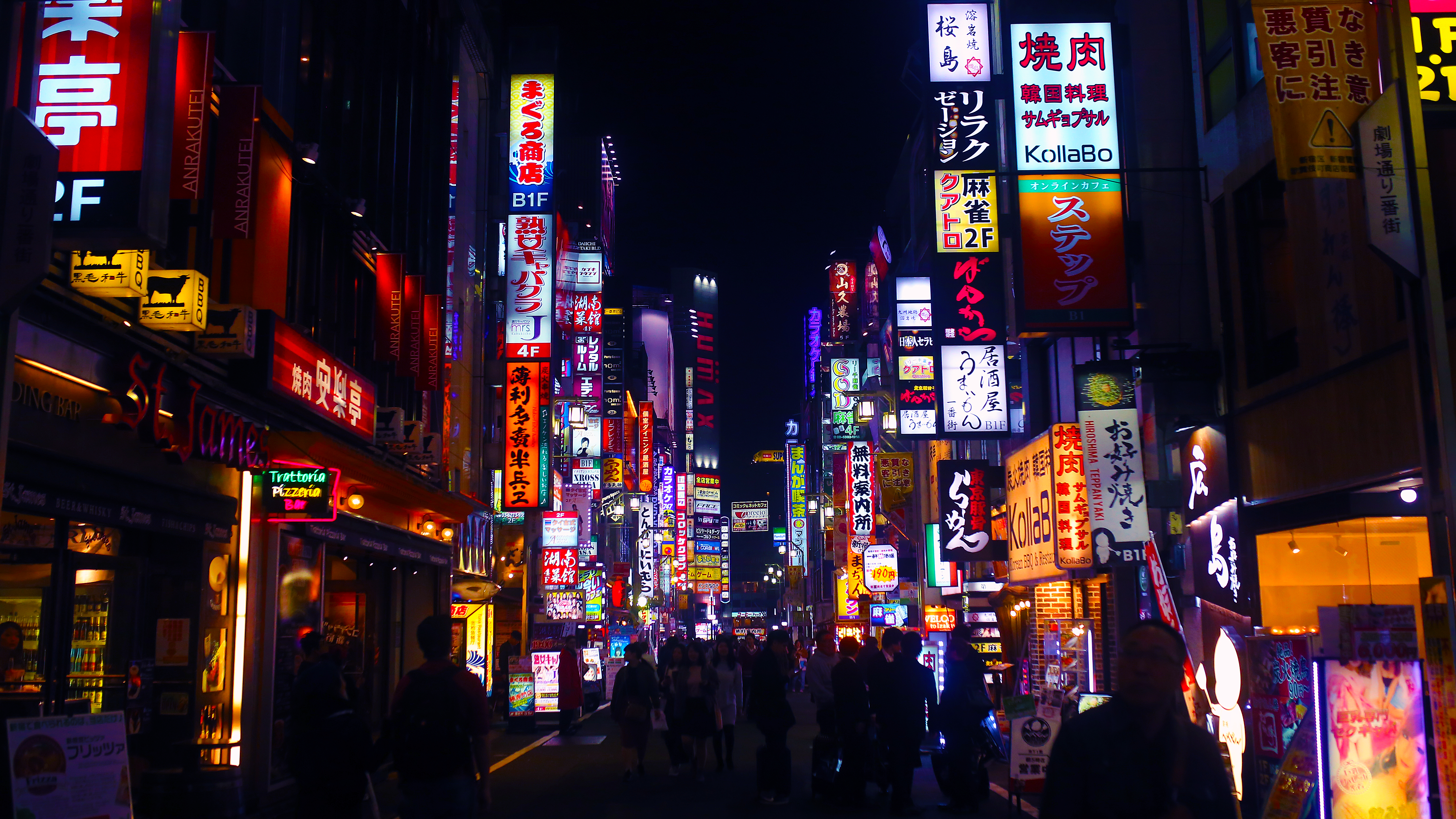
Nocne życie w dzielnicy Kabukichō w Tokio.

Ogólnie rzecz biorąc, obejmuje przemysł telewizyjny, teatralny i filmowy, gejsze i aktorów teatru kabuki, ale w wąskim znaczeniu może odnosić się do sektora rozrywki nocnej, zwłaszcza osób pracujących dla firm, które sprzedają alkohol lub świadczą usługi seksualne m.in. barów, kabaretów, salonów masażu (fasshon herusu), klubów hostess i hostów, klubów obrazu (imējikurabu), różowych salonów i mydlanej krainy (sōpurando), które są częścią mizu shōbai.

## Etymologia
Chociaż faktyczne pochodzenie terminu mizu shōbai jest dyskusyjne, ale prawdopodobnie było używane w czasach szogunatu Tokugawa (1603-1868). W okresie Tokugawa rozwinęła się sieć dużych łaźni i przydrożnych zajazdów oferujących „gorącą wodę i wyzwolenie seksualne”, a domy gejsz w Hanamachi i dzielnice kurtyzan Yūkaku rozrosły się w miastach i miasteczkach w całym kraju. Opierając się na poszukującej przyjemności koncepcji stylu życia ukiyo („pływający, ulotny lub przemijający świat”), termin mizu shōbai jest metaforą pływania, picia i przemijania życia.
Według jednej z teorii przedstawionej przez Nihon Gogen Daijiten termin ten pochodzi od japońskiego wyrażenia shōbu wa mizumono da (勝負は水物だ, „zysk lub strata jest kwestią przypadku”), gdzie dosłowne znaczenie wyrażenia „kwestia przypadku”, mizumono (水物), to „kwestia wody”. W branży rozrywkowej sprzedaż podlega wielu zmiennym, w tym popularności przez klientów, pogodzie i warunkom ekonomicznym, a sukces i porażka mogą zmieniać się tak szybko, jak przepływ wody. Natomiast Słownik japońskich kolokwializmów (日本俗語大辞典, Nihon Zokugo Daijiten) sugeruje również, że termin ten może pochodzić od „doromizu-kagyō” (泥水稼業, „biznes błotnistej wody”), co oznacza zarabianie na życie w dzielnicy czerwonych latarni lub „mizu-chaya” (水茶屋) termin odnoszący się do popularnej herbaciarni z okresu Edo.